# 斯文-贡纳尔·拉松
斯文-贡纳尔·拉松（瑞典語：Sven-Gunnar Larsson，1940年5月10日—），瑞典男子足球运动员，司职守门员。他曾代表瑞典国家队参加1970年和1974年国际足联世界杯，其中1970年世界杯止步第一轮，1974年世界杯止步第二轮。